# Neutrois

Bandera neutrois

Neutrois o neutrés es una identidad de género propuesta que se caracterizaría por indiferencia ante el género o aún la falta de él (nulidad), como en agénero. El término es usado por quien afirma desear una apariencia más neutra o andrógina, eliminando marcadores de género que sean asociados a la feminidad o masculinidad.

## Historia y uso del término

Símbolo de género (⚲)

En 1995, H. A. Burnham creó la palabra "neutrois" para designar un género no binario o tercer género mediante una junción léxica de neutre ('neutro' en francés) y trois ('tres' en francés).